# Ablabera hirsuta
Ablabera hirsuta is een keversoort uit de familie bladsprietkevers (Scarabaeidae). De wetenschappelijke naam van de soort werd voor het eerst geldig gepubliceerd in 1850 door Charles Émile Blanchard.